# Målarkäpp

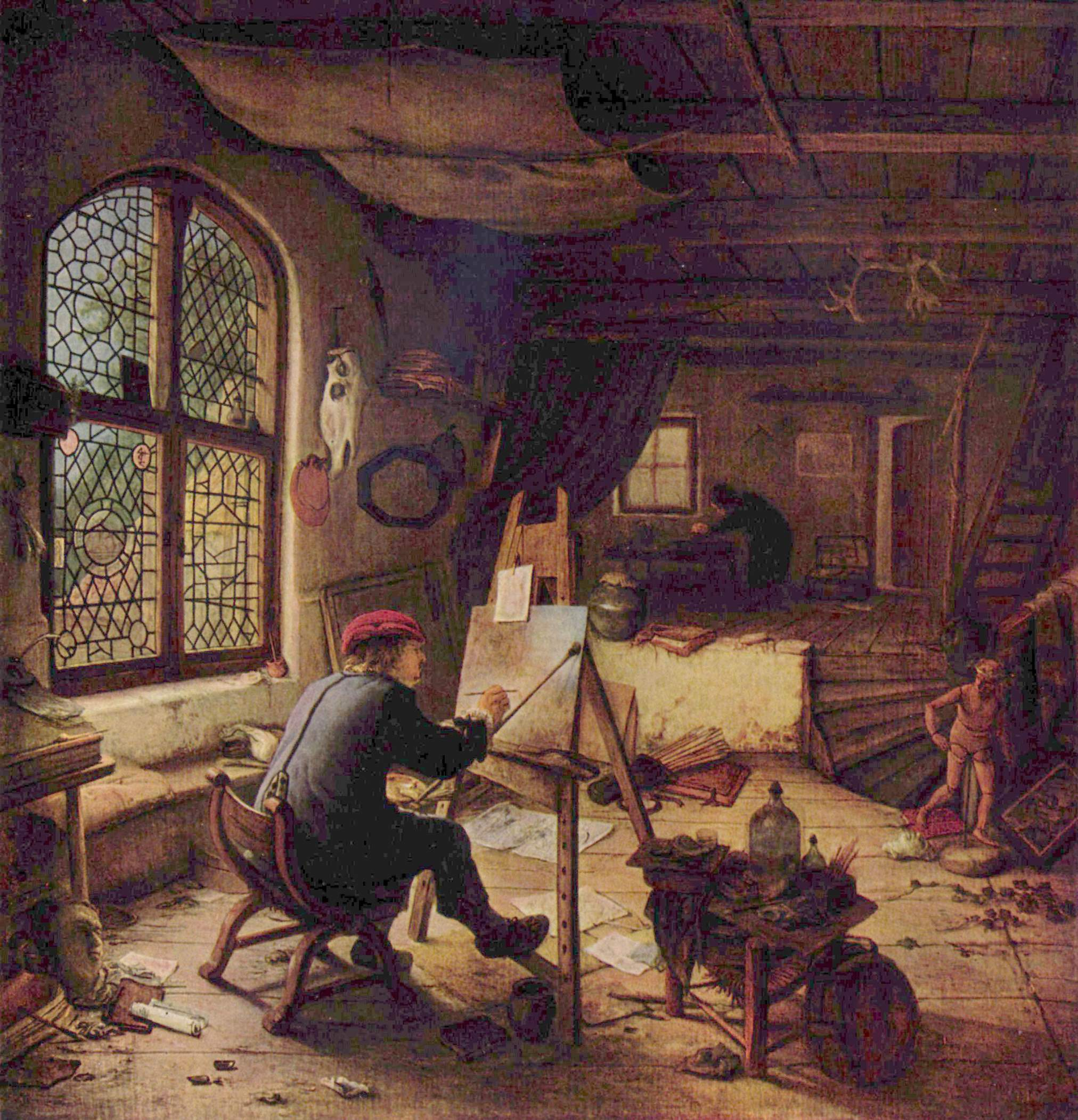
På denna målning av Adriaen van Ostade kan man se en konstnär som använder en målarkäpp.

Målarkäpp är en pinne som oftast har en liten mjuk dyna eller boll på ena änden. Den används av konstnärer för att stödja den hand som håller penseln när man målar en tavla. Käppens ena ände hålls med den fria handen och den andra änden vilar antingen mot tavlans kant eller med den mjuka bollen mot tavlans yta. På det sättet får man ett stöd för handen en bit ovanför målningen så man slipper lägga handen direkt mot ytan och riskera förstöra den. Speciellt viktigt är detta vid oljemåleri eftersom oljefärg tar lång tid att torka.